# Szumak szőnyeg

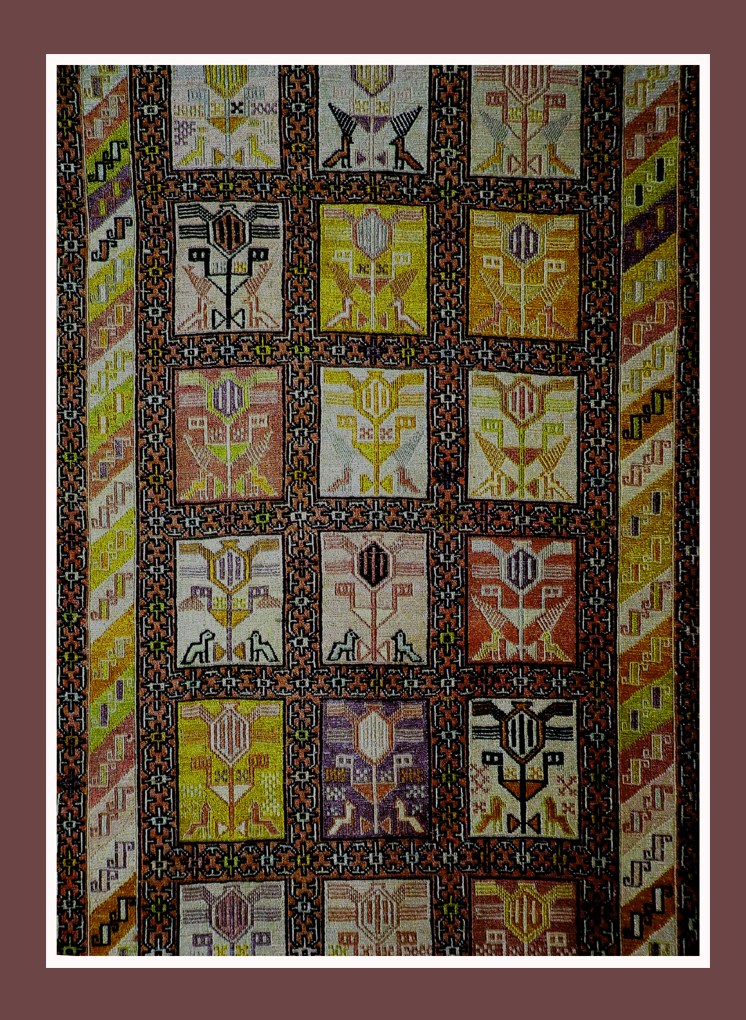
Göreme (Avanos): Szumak szőnyegminták

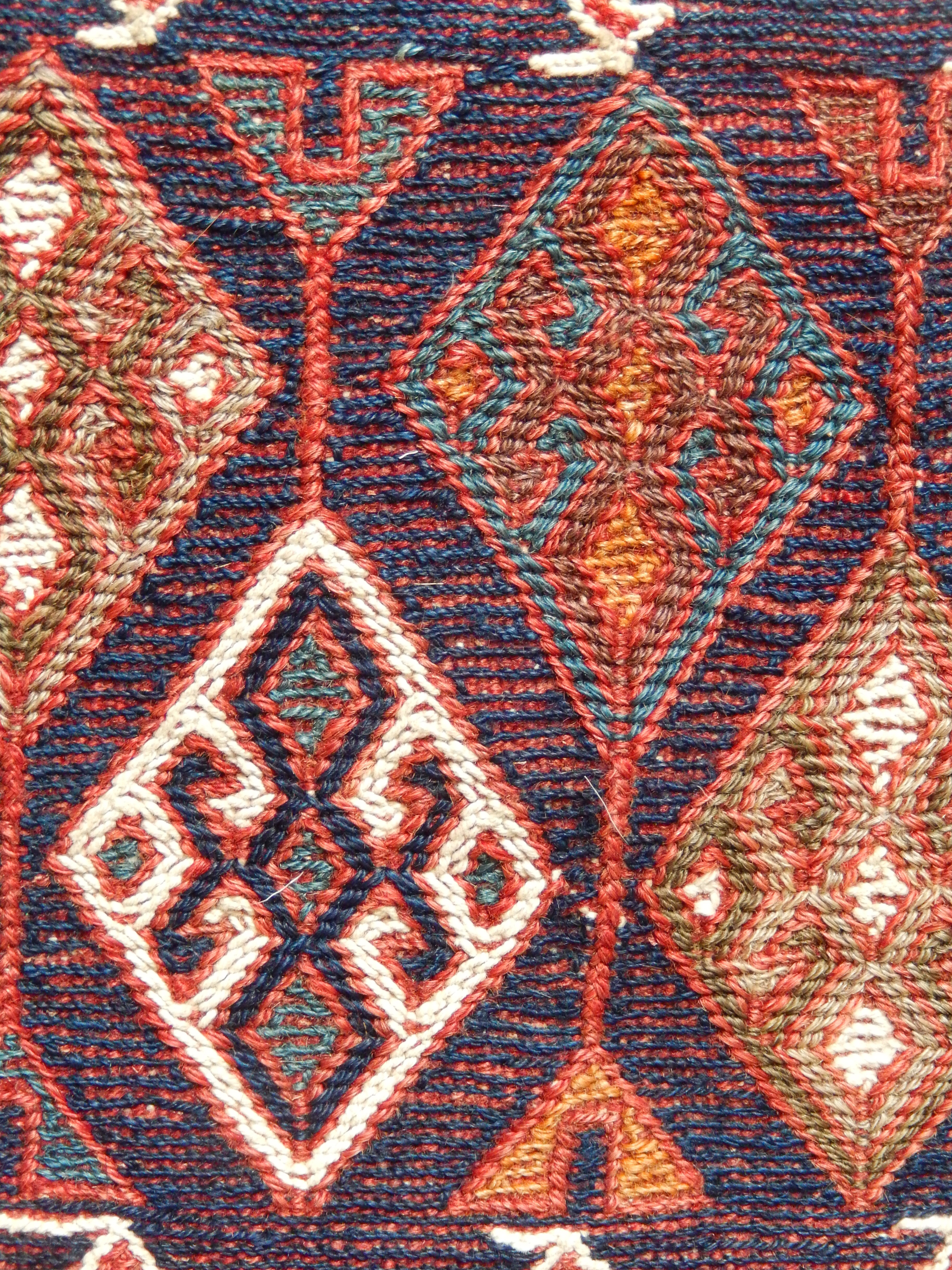
Szumak szőnyeg közelről

Szumak (elterjedt alakban szumák) szőnyeg vagy más néven kaukázusi szövött szőnyeg. Az egyetlen szőtt kaukázusi szőnyegfajta. Eredete a Bakutól 45 km-re fekvő Sumak településre utal. Soronként készül, mint a csomózott szőnyegek. Alapja a lánc és vetülék (utóbbi nem feltétlenül kell) és a mintafonal,  amivel a tényleges motívumot kialakítják. Maga a textura vetülékfelületű. A vetülék és láncfonala gyapjú. A mintát soronként váltakozó irányú ferde öltésekkel varrják szövés közben, tűvel. Új szín kezdésekor az előző szál maradékát a bal felén lógva hagyják, ezért a szőnyeg fonákja gubancos a sok fonaltól. Ennek ellenére a helyesen, nagy munkával  eldolgozott szumákszövéssel készült kelme  mindkét oldalon használható, ez azonban meglehetősen ritka.
A szumákszövés készülhet vetülékkel, illetve anélkül. A mintázófonalakat egyirányú dőléssel dolgozzák be a láncfonalak közé, de léteznek szabálytalan mintázások is, illetve „halszálka”  jellegű áthímzések is.
Mintái medalionosak, ritkábban folytatásos rajzúak. Az uralkodó alapszín a kék és a vörös, a régebbiek vörös alapszínűek, palackzöld kontúrokkal; az újabbaknál ez a párosítás barnásvörös és sötétkék. A díszítőelemek harsány zöldek, rikító sárgák. Méretük közepes, csaknem négyzet alakúak. Tartósak, erősek, értékük a kilim szőnyegeknél nagyobb.
A kaukázusi szumákszőnyegekre az egyéni mintázat és a bordűrök sajátos elrendezése jellemző.
Az anatóliai (kappadokiai) szumak (szumaki) szőnyeg: kilim (kelim) szőtt alapszőnyeg továbbhimzésével hozzák létre; esztétikája, tartóssága és értéke ezért annál jelentősebb. Egyes himezési módoktól függően textilfelülete plasztikusabb lehet. A szőnyegalap  anyaga gyapjú, természetes származású festékkel színesítik.
Az utóhimzés (többféle, esetleg selyem) himzőanyagához való illeszkedés következtében kevésbé harsány színvilágú. Kopásállósága  és színtartóssága jó. Tisztítása könnyű (szélsőséges esetben mosógéppel is és természetes szárítással). A Göreme (Avanos) környéki szövödék változatos díszítő motívumokkal, kis (közepes, kb. 100x150 cm) méretben készülnek. Napjainkban – az igényesebb turisták által – igen keresett szőnyegfajta.